# Dumitru Ciobotaru
Dumitru Ciobotaru (n. 8 ianuarie 1927, Galați, România – d. octombrie 2007) a fost un boxer român. A concurat la categoria semigrea⁠(d) la Jocurile Olimpice de vară din 1952.
A avut gradul de locotenent major în Ministerul Afacerilor Interne.

## Distincții
- Ordinul Muncii clasa a III-a (14 mai 1954) „pentru rezultate valoroase obținute în activitatea sportivă”[6]
- Ordinul „Meritul Sportiv” clasa a III-a (15 aprilie 1981) „pentru rezultatele deosebite obținute la Jocurile olimpice de vară de la Moscova — 1980, precum și pentru contribuția adusă la dezvoltarea activității sportive și la creșterea prestigiului sportului românesc pe plan internațional”[7]